# Achaea jamesoni
Achaea jamesoni is een vlinder van de familie van de spinneruilen (Erebidae). De wetenschappelijke naam van deze soort is voor het eerst voorgesteld door Louis Beethoven Prout in een publicatie uit 1919.
De soort komt voor in Ghana, Congo-Brazzaville, Congo-Kinshasa, Oeganda, Kenia en Tanzania.